# Badgeworth
Badgeworth – wieś w Anglii, w hrabstwie Gloucestershire, w dystrykcie Tewkesbury. Leży 8 km na wschód od miasta Gloucester i 145 km na zachód od Londynu.